# Дермографизм
Дермографизм (от др.-греч. δέρμα — кожа, γράφω — пишу) — физиологический феномен, заключающийся в изменении цвета кожи в месте легкого раздражения. Не путать с наследственным дермографизмом - заболевание кожи, один из самых распространённых видов крапивницы. Вызывается если провести тупым предметом по чувствительной коже. Дермографизм проходит спустя ~30-40 минут

## Общие сведения
Дермографизм, в буквальном переводе с греческого — «кожепись», является физиологическим феноменом. При незначительном раздражении кожи в результате вегетативного сосудистого рефлекса изменяется цвет кожи с телесного на более бледный либо более красноватый (гиперемия). 
Болезнь Наследственный дермографизм является разновидностью крапивницы. Во время болезни, слабое механическое раздражение кожи, например, проведение тупым предметом, вызывает появление следа в виде воспалённой опухлости.

## Виды дермографизма
1. Белый (лат. dermographismus albus) — вызывается почти у всех людей, особенно легко при лихорадочных состояниях у астеничных субъектов. Образуется, вследствие ангиоспазма, в виде белых полосок на коже, выступающих на 1—2 мм по обе стороны места раздражения через 10—20 секунд после легкого воздействия. Продолжается 2—3 мин[5].
2. Красный (лат. dermographismus ruber) — представляет собой обычное явление, а его отсутствие свидетельствует о слабости вазомоторной реакции. Образуется при более сильном воздействии примерно через 15 секунд в виде полос гиперемии. Иногда их окружают белые ангио спастические полосы. Продолжается около часа[5].
3. Отёчный (лат. dermographismus oedematosus) — сравнительно редкое явление, представляющее собой индивидуальную кожную реакцию в форме отёчного валика высотой в 1—2 мм и шириной в 5—15 мм. Образуется медленно, иногда через несколько десятков минут. Держится долго и так же медленно исчезает[5].

## Диагностическое значение
Проявление дермографизма может использоваться в качестве дополнительного симптома при диагностике некоторых других заболеваний. Так, местный дермографизм способствует уточнению функционального состояния капилляров кожи. Однако следует учитывать, что реактивность капилляров кожи определяется целым рядом внешних факторов — температурой кожи, окружающей среды и прочее. Поэтому значимо лишь резкое изменение местного дермографизма, а именно, отсутствие или значительное усиление. В частности, он, как правило, отсутствует при истощении организма или тяжелых интоксикациях нервной системы. А его усиление происходит при некоторых заболеваниях нервной системы. Например, менингитах, у больных с вегетативным неврозом, при тиреотоксикозе.
Считается, что сужение капилляров активируется симпатической нервной системой, а парасимпатическая, напротив, приводит к их расширению и усилению транссудации. Поэтому заметное усиление белого дермографизма может указывать на преобладание симпатической иннервации, а усиление красного и возвышенный дермографизм — на преобладание парасимпатической.